# Kauvatsa
Kauvatsa var en kommun i Loimijoki härad i Åbo och Björneborgs län i Finland. Kommunen täckte en areal på 150,2 kvadratkilometer som beboddes av 2 763 människor (31 december 1908).
Kauvatsa var enspråkigt finskt och blev del av Kumo 1 januari 1969.